# Indopacetus pacificus
Indopacetus pacificus — вид морських ссавців з родини Дзьоборилові. Єдиний вид свого роду.

## Таксономічні примітки
Цей вид було описано 1926 року за черепом, знайденим на березі в Австралії ще 1882 року. 1955 року в Сомалі знайшли другий череп. Щодо класифікації цього виду згоди не було. Спочатку його віднесли до роду ременезубів (Mesoplodon) під назвою M. pacificus, однак деякі вчені вважали, що ці черепи належать Mesoplodon mirus або Hyperoodon planifrons. 1968 року їх віднесли до нового роду Indopacetus, який, однак, визнали не всі дослідники. 2003 року було описано кілька нових екземплярів. Іноді цих тварин плутають із пляшконосами (Hyperoodon).

## Опис виду
Дорослі I. pacificus можуть досягати розрахункових довжин 4-9 м; їх вага невідома. I. pacificus має велике, міцне тіло з досить великим серпоподібним спинним плавцем, розташованим далеко вниз на спині. Цей вид має темні невеликі округлі вузькі ласти, які вписуються в заглиблення по обидві сторони тіла. Вони мають чітко визначений лоб, що майже перпендикулярний їх довгому трубкоподібному рилу. Складки можуть відрізнити лоб від рила. Коли вони стають старшими, лоб отримує круту, більш випуклу форму, і може нависати над рилом. Горло має дві канавки, які утворюють V-подібну фігуру. Верхня щелепа дзьоба темніша, ніж нижня. Нижня щелепа містить тільки пару овальних зубів, які не виступають зі щелепи. Забарвлення шкіри варіюється від коричневого до сіро-блакитного і має тенденцію до світлішання навколо боків і голови. Статевий диморфізм існує: самці мають тенденцію бути більшими.

### Розрізнення
Ці тварини відносно великі в порівнянні з іншими дзьобориловими. Вони мають пропорційно меншу голову і більший спинний плавець, ніж у більшості дзьоборилових. Швидше за все вид плутають з: Berardius arnuxii, Hyperoodon planifrons, Tasmacetus shepherdi.

## Поширення
Було багато спостережень тварини у тропічних Тихого й Індійського океанів (Dalebout et al. 2003). Зібрані зразки з Австралії, Сомалі, ПАР, Мальдівів, Кенії, Філіппін, Тайваню, Японія. Їх відносно рідко бачили в східній тропічній частині Тихого океану і вид може бути більш поширеним в західній частині Тихого океану. Вони також, як видається, більш поширені в західній частині Індійського океану, особливо навколо Мальдівського архіпелагу (Anderson et al. 2006).

## Стиль життя
Спостереження цього виду відбуваються у віддалених одне від одного місцях, багато в глибоких (більше, ніж 1000 м) океанічних водах, тропічного і субтропічного Індо-Тихоокеанському регіону. Спостереження відбувалися в районах з температурою поверхні води в 21-31 °C.
Нічого не відомо про його звички харчування, окрім вмісту шлунка одного зразка з Японії (Yamada 2003), що дало змогу припустити, що цей вид харчується в основному головоногими молюсками.
Тварини зазвичай знаходяться у щільних групах в середньому по 10-20 осіб, але іноді були помічені у великих групах до 100 тварин. Вони іноді спостерігаються при спілкуванні з іншими морськими ссавцями, такими як Globicephala, Stenella longirostris, Tursiops. Занурення може тривати 14-33 хвилин і їх стиль плавання був описаний як агресивний.
Про тривалість життя або відтворення цього виду нічого не відомо. Один виміряний новонароджений мав довжину 2,9 м.

## Загрози
На I. pacificus ніколи не велося цілеспрямоване полювання, але по всьому їх ареалу ведеться вилов інших китоподібних, що викликає стурбованість. Це рідкісний вид, і на його чисельність можуть суттєво вплинути навіть низькі рівні вилову. Дані щодо викинутих на берег особин кількох подібних видів показують, що вони проковтнули викинуті пластмасові предмети, які можуть в кінцевому підсумку призвести до смерті, тож такі предмети можуть загрожувати і цьому виду. Цей вид, як і інші дзьоборилові, швидше за все, є вразливим до гучних антропогенних звуків, наприклад, згенеровані гідролокаторами й сейсморозвідкою.
Вид занесений до Додатка II СІТЕС. Необхідні дослідження для визначення впливу можливих загроз на цей вид.